# Peypin-d'Aigues
 Peypin-d'Aigues  es una población y comuna francesa, en la región de Provenza-Alpes-Costa Azul, departamento de Vaucluse, en el distrito de Apt y cantón de Pertuis.
Está integrada en la Communauté de communes Luberon - Durance.

## Demografía
| 314 | 266 | 382 | 400 | 439 | 433 | 404 | 428 | 426 | 404 | 400 | 387 | 381 | 343 | 334 | 283 | 291 | 278 | 302 | 305 | 186 | 207 | 211 | 214 | 213 | 212 | 211 | 206 | 221 | 310 | 385 | 473 | 595 |
| Para los censos de 1962 a 1999 la población legal corresponde a la población sin duplicidades (Fuente: INSEE [Consultar]) |     |     |     |     |     |     |     |     |     |     |     |     |     |     |     |     |     |     |     |     |     |     |     |     |     |     |     |     |     |     |     |     |